# Замок Крегівар

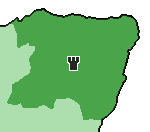
Розташування замку Крегівар в Аберлинширі

Зáмок Крегівар (англ. Craigievar Castle) — середньовічний шотландський замок в області Абердиншир,  Шотландія.
Фортеця була побудована в XVII столітті, роботи були завершені до 1626 року. Після усіх перебудувань, нині в замку 7 поверхів. Під час Першої світової війни замок використовували як шпиталь для поранених бельгійських солдатів.
Нині замок належить Національному фонду Шотландії. Замок відкритий для відвідування протягом літніх місяців.

## Ресурси Інтернету
- Вікісховище має мультимедійні дані за темою: Замок Крегівар